# نیار (زیرکوه)
نیار روستایی در دهستان بهناباد بخش شاسکوه شهرستان زیرکوه استان خراسان جنوبی ایران است. بر پایه سرشماری عمومی نفوس و مسکن در سال ۱۳۹۰ جمعیت این روستا ۱۰۸ نفر (در ۳۱ خانوار) بوده است.